# Club Edeco P.M.D. Fortuna
El Club Edeco P.M.D. Fortuna era un club de fútbol de España de la localidad de Fortuna (Murcia). Fue fundado en 2002 y desapareció en 2015.

## Historia
El Club Edeco, que es el acrónimo de Escuelas Deportivas de Competición, PMD Fortuna, tiene sus raíces en el PMD (Patronato Municipal de Deportes) que se creó en la legislatura de 1987-1991, por iniciativa de Alonso Ruiz Espinosa, en esos momentos Portavoz y concejal de Deportes, Juventud y Medio Ambiente en el Excmo. Ayuntamiento de Fortuna, como un organismo participativo para gestionar esa área. A partir de entonces, en las sucesivas legislaturas el PMD fue cambiando de nombre hasta convertirse en lo que es actualmente, el Club Edeco, una entidad vinculada con el Ayuntamiento de Fortuna, pero que cuenta con capacidad orgánica y legal para actuar en su propio nombre.
Desde ese momento, los equipos de atletismo, baloncesto y fútbol son clave en el deporte local, y así han ido progresando hasta el momento actual, en el que ya no existe un órgano municipal que realiza esa actividad, sino que es el propio Club Edeco el único (junto con el Club de Fútbol Fortuna 2014) con capacidad suficiente para prestar esa actividad en el municipio.
El equipo de fútbol empieza a competir en 2007 en la Primera Territorial y consigue el ascenso a Territorial Preferente. Tras unos años consiguiendo la permanencia (el objetivo primordial del club era la formación de niños del pueblo por encima de los éxitos deportivos del primer equipo) en la temporada 2008-09 da la campanada ascendiendo a Tercera División como subcampeón.

## Escudo
El Club Edeco P.M.D. Fortuna utiliza el mismo escudo que el de la localidad, Fortuna, enclavado en un triángulo invertido.

## Uniforme
- Uniforme titular: Camiseta roja con detalles blancos, pantalón blanco, medias rojas.
- Uniforme alternativo: Camiseta verde con una manga blanca, pantalón negro, medias blancas.

## Estadio
El Complejo Deportivo "El Saladar" es el lugar donde se realizan los encuentros y entrenamientos de los equipos de fútbol dependientes del Club Edeco. Fue inaugurado tras su remodelación en el año 2006, con un partido de la selección española de vetaranos. 
El complejo fue remodelado gracias al dinero que recaudó el Ayuntamiento por la Urbanización "Cueva Negra", que se quería realizar en la cima de la sierra con el mismo nombre y del santuario romano homónimo. 

## Datos del club
- Temporadas en Primera División: 0
- Temporadas en Segunda División: 0
- Temporadas en Segunda División B: 0
- Temporadas en Tercera División: 6
- Temporadas en Territorial Preferente: 6
- Temporadas en Primera Territorial: 1
- Mayor goleada conseguida: .
  - En campeonatos nacionales: Edeco Fortuna 7 - Playas de Mazarrón CF 1
- Mayor goleada encajada: .
  - En campeonatos nacionales: La Hoya Lorca CF 8 - Edeco Fortuna 1
- Mejor puesto en la liga: 12º en Tercera División
- Peor puesto en la liga: 15º en Tercera División

## Entrenadores
Tomás López Blázquez 'Tomi' es el primer entrenador y el segundo Emilio.
En la actualidad 2014 el primer entrenador es Salvador Bernal Gomariz, siendo también esta persona Concejal de Deportes de Fortuna en la actualidad.

## Otras secciones y filiales

### Club Edeco Fortuna "B"
El Edeco Fortuna cuenta con un filial en Segunda Autonómica. Fue fundado en 2009 tras el ascenso del primer equipo a Tercera División.